# ديفيد ميلس (محامي)
ديفيد ميلس (بالإنجليزية: David Mills)‏ هو محامي بريطاني، ولد في 31 مايو 1944 في Oxted ‏ في المملكة المتحدة.